# Jędrzej
Jędrzej – imię męskie pochodzenia greckiego, wariant imienia Andrzej, którego pierwsze poświadczenie pochodzi z 1390 roku. Świadomość pochodzenia Jędrzeja od Andrzeja utrzymała się i Jędrek, zwłaszcza w niektórych regionach, funkcjonuje jako spieszczenie imienia Andrzej.
Jędrzej imieniny obchodzi: 6 stycznia i 16 maja oraz w innych dniach imienin Andrzeja.
Wedle danych PESEL według stanu 22 stycznia 2025 roku imię to nosi w Polsce 10 275 mężczyzn.

## Osoby noszące to imię
- Jędrzej Agryppa – poseł na sejm w roku 1613
- Jędrzej Augustyński – żołnierz AK, harcmistrz Hufców Polskich
- Jędrzej Cierniak – działacz oświatowy
- Jędrzej Dubrawski – podstarości grodzki owrucki, poseł kijowski na sejm 1767
- Jędrzej Gałka – ksiądz, filozof, pisarz
- Jędrzej Giertych – polityk,
- Jędrzej Kitowicz – polski historyk, pamiętnikarz, ksiądz
- Jędrzej Krakowski – ekonomista,dyplomata, profesor Uniwersytetu Śląskiego
- Jędrzej Krupiński – polski lekarz anatom
- Jędrzej Moraczewski – historyk
- Jędrzej Moraczewski – polityk
- Jędrzej Śniadecki – lekarz, biolog, chemik i filozof
- Jędrzej Święcicki – pisarz
- Jędrzej Wincenty Ustrzycki – polski poeta
- Jędrzej Wala starszy – przewodnik tatrzański
- Jędrzej Wowro – rzeźbiarz ludowy okresu międzywojennego

## Nazwiska wywodzące się od tego imienia
- Jędraszewski – znani nosiciele:

Jędraszewski, Marek (ur. 1949) – polski biskup katolicki
- Jędrusik – znani nosiciele:

Jędrusik, Kalina (1930–1991) – polska aktorka
Jędrusik, Wiesław (ur. 1945) – polski polityk
- Jędruszuk – znani nosiciele:

Jędruszuk, Władysław (1918–1994) – polski biskup katolicki
- Jędrzejak – znani nosiciele:

Jędrzejak, Jacek (ur. 1963) – polski basista i wokalista (Big Cyc, Czarno-czarni)
Jędrzejak, Tomasz (1979–2018) – polski żużlowiec
- Jędrzejczak – znani nosiciele:

Jędrzejczak, Otylia (ur. 1983) – pływaczka polska, mistrzyni olimpijska
Jędrzejczak, Szymon (1986–2005) – pływak polski
Jędrzejczak, Tadeusz (ur. 1955) – samorządowiec polski, prezydent Gorzowa Wielkopolskiego
- Jędrzejewicz – znani nosiciele:

Jędrzejewicz, Janusz (1885–1951) – premier II Rzeczypospolitej
Jędrzejewicz, Wacław (1893–1993) – polityk polski, brat Janusza
- Jędrzejewski – znani nosiciele:

Jędrzejewski, Janusz (ur. 1954) – kompozytor polski
Jędrzejewski, Stanisław (zm. 1621) – wojskowy polski, rotmistrz lisowczyków
Jędrzejewski, Władysław (1863–1940) – generał polski
Jędrzejewski, Władysław (ur. 1935) – bokser polski
Jędrzejewski, Włodzimierz (ur. 1961) – polski biolog
- Jędrzejowski / Jędrzejowska – znani nosiciele:

Jędrzejowska, Anna – dziennikarka polska
Jędrzejowska, Jadwiga (1912–1980) – tenisistka polska